# Mutteristock
Mutteristock är en bergstopp i Schweiz.   Den ligger i distriktet Bezirk March och kantonen Schwyz, i den östra delen av landet, 110 km öster om huvudstaden Bern. Toppen på Mutteristock är 2 294 meter över havet, eller 740 meter över den omgivande terrängen. Bredden vid basen är 22,6 km.
Terrängen runt Mutteristock är huvudsakligen bergig, men åt nordväst är den kuperad. Närmaste större samhälle är Glarus, 9,5 km öster om Mutteristock. 
Trakten runt Mutteristock består i huvudsak av gräsmarker. Runt Mutteristock är det glesbefolkat, med 19 invånare per kvadratkilometer.